# Eduardo Herrera Riera
Eduardo Herrera Riera (* 7. September 1927 in Carora, Venezuela; † 27. Oktober 2012 in Lara, Venezuela) war Bischof von Carora.

## Leben
Eduardo Herrera Riera empfing am 8. Dezember 1955 die Priesterweihe für das Bistum Barquisimeto.
Papst Paul VI. ernannte ihn am 7. Januar 1965 zum Weihbischof in Cumaná und Titularbischof von Sesta. Der Apostolische Nuntius in Venezuela, Luigi Dadaglio, spendete ihm am 25. März 1965 die Bischofsweihe; Mitkonsekratoren waren Críspulo Benítez Fontúrvel, Bischof von Barquisimeto, und Crisanto Darío Mata Cova, Bischof von Cumaná. Er war Teilnehmer der letzten Sitzungsperiode des Zweiten Vatikanischen Konzils.
Am 30. November 1966 wurde er zum Bischof von Guanare ernannt. Am 31. Oktober 1970 wurde er zum Weihbischof in Barquisimeto und Titularbischof von Ubaza ernannt. Am 5. Juli 1994 wurde er durch Papst Johannes Paul II. zum Bischof von Carora ernannt.
Am 5. Dezember 2003 nahm Papst Johannes Paul II. sein altersbedingtes Rücktrittsgesuch an.
Nach einer Strahlen- und Chemotherapie rief Eduardo Herrera Riera im April 2012 vom Sterbebett Präsident Hugo Chávez auf, die Gewalt auf der Straße zu beenden und alle politischen Gefangenen Venezuelas freizulassen.